# Список древнекыргызских городов
Список древнекыргы́зских городов — ряд останков средневековых городищ, относящиеся к государству енисейских кыргызов. В различных трудах арабских, персидских, тюркских и китайских авторов встречаются упоминания о городах и селениях енисейских кыргызов. 
На территории Минусинской котловины было обнаружено несколько городищ и крепостей, таких как «Уйбатское городище», «Ербинский храмовый город» и «Крепость Тарпиг». Ниже предоставлен список известных в историографии древнекыргызских городов:
| Название                 | Язык       | Этимология                 | Время существования | Источники                                                                               |
| ------------------------ | ---------- | -------------------------- | ------------------- | --------------------------------------------------------------------------------------- |
| Кемиджкет                | персидский | «Город на Енисее»          | X век               | Худуд аль-алам                                                                          |
| Хакан-Хирхир             | арабский   | «Город кыргызского кагана» | XI—XII века         | Книга Рожера                                                                            |
| Даранд-Хирхир            | арабский   | «Кыргызские ворота»        | XI—XII века         | Книга Рожера                                                                            |
| Хырхыр                   | арабский   | «Кыргыз»                   | XI—XII века         | Книга Рожера                                                                            |
| Кикас                    | персидский | неизвестно                 | XIII век            | Джами ат-таварих                                                                        |
| Кянь                     | китайский  | «Енисейский город»         | XIII век            | Юань ши                                                                                 |
| Илань                    | китайский  | «Змеиный город»            | XIII век            | Юань ши                                                                                 |
| Камкамчут                | тюрки      | неизвестно                 | XIII век            | Родословная тюрок                                                                       |
| Апручир                  | тюрки      | неизвестно                 | XIII век            | Родословная тюрок                                                                       |
| Алакчин                  | тюрки      | «Пегие лошадники»          | XIII век            | Родословная тюрок                                                                       |
| Уйбатское городище       | неизвестно | неизвестно                 | VIII—XIII века      | Северное манихейство и его роль в культурном развитии народов Сибири и Центральной Азии |
| Ербинский храмовый город | неизвестно | неизвестно                 | VIII—X века         | Северное манихейство и его роль в культурном развитии народов Сибири и Центральной Азии |